# Kejsaren och mördaren
Kejsaren och mördaren, kinesisk film från 1999, regisserad av Chen Kaige.

## Handling
Handlingen är förlagd till De stridande staternas tid i slutet av Zhoudynastin, och skildrar hur kungen av Qin strävar efter att lägga under sig hela Kina. Hans konkubin, Lady Zhao, kontaktar lönnmördaren Jing Ke i ett grannrike för att mörda kungen av Qin.

## Rollista (i urval)
- Li Gong - Lady Zhao
- Fengyi Zhang - Jing Ke
- Zhou Sun - Dan, Prince of Yan
- Xiaohe Lu - General Fan Yuqi
- Zhiwen Wang - Markis Changxin
- Kaige Chen - Lu Buwei
- Yongfei Gu - Drottningmodern